# Уснинат натрия
Уснинат натрия (Бинан, C18H16NaO7) — натриевая соль усниновой кислоты. Первый советский антибиотик. Разработан под руководством В. П. Савича.

## Свойства
Плохо растворим в воде. Растворим в спирте.

## Применение
Использовался в качестве антисептического средства в советской хирургии и гинекологии.